# Franziska Hentschel
Franziska Constanze Hentschel (* 29. Juni 1970 in Stuttgart) ist eine ehemalige deutsche Hockeyspielerin und Olympiateilnehmerin 1992 und 1996.

## Karriere
Hentschel begann beim HTC Stuttgarter Kickers, wechselte dann später zum RTHC Bayer Leverkusen und zum SC 1880 Frankfurt. 1992 und 1993 belegte sie mit Leverkusen den zweiten Platz bei der Deutschen Meisterschaft.
Die Mittelstürmerin stand 1988 im Team, das bei der Junioreneuropameisterschaft siegte, 1989 half sie beim Gewinn der Juniorenweltmeisterschaft. 1989 debütierte sie in der deutschen Hockeynationalmannschaft. Bei der Weltmeisterschaft 1990 in Sydney belegte sie mit der deutschen Mannschaft den achten Platz. 1991 gewann die deutsche Mannschaft bei der Feldhockey-Europameisterschaft die Silbermedaille nach einer Finalniederlage gegen England und belegte auch bei der Champions Trophy den zweiten Platz.
Im Jahr darauf waren die spanischen Gastgeberinnen die Siegerinnen bei den Olympischen Spielen in Barcelona, Franziska Hentschel schoss im Finale das einzige Tor der deutschen Mannschaft, die sich mit der Silbermedaille begnügen musste.
Für diesen Gewinn erhielt sie – zusammen mit der Mannschaft – am 23. Juni 1993 das Silberne Lorbeerblatt.
Bei der Champions Trophy 1993 belegte sie mit dem deutschen Team den dritten Platz, im Jahr darauf verpasste die deutsche Mannschaft bei der Weltmeisterschaft 1994 in Dublin als Vierte knapp die Medaillenränge. Nach einer Bronzemedaille bei der Feldhockey-Europameisterschaft 1995 erreichte das deutsche Team bei der Champions Trophy 1995 wie bei der Weltmeisterschaft im Vorjahr den vierten Platz. Nach dem sechsten Platz bei den Olympischen Spielen in Atlanta unterbrach Hentschel ihre internationale Karriere und schloss ihr Medizinstudium ab. Bei der Halleneuropameisterschaft 2002 gewann sie nach 1990 und 1992 ihren dritten Hallentitel, nach ihrer Promotion stand sie 2002 als Dr. Hentschel im Aufgebot.
Insgesamt wirkte Franziska Hentschel von 1989 bis 2002 in 168 Länderspielen mit, davon 15 in der Halle.